# Werra
La Werra est une rivière d'Allemagne de 292 km de longueur traversant les Länder de Thuringe, de Hesse et de Basse-Saxe. Elle arrose la ville de Meiningen et passe à proximité d'Eisenach avant sa confluence avec la Fulda à Hann. Münden, pour donner naissance au fleuve Weser.

## Hydronymie
Jusque vers l'an mil, la Werra et la Weser étaient désignées d'un même nom, la Werra étant considérée comme la « Haute Weser » : en 775, le nom du fleuve qui arrose Bad Salzungen est écrit Viserra, puis en 933 on trouve la forme Viseraha, où l'on reconnaît le radical germanique -aha (« eau »). En 1014 le mot est devenu Werraha, finalement abrégé en Werra, avec mutation de /sr/ en /rr/. Pour la Weser, le mot Viserra devient en vieux haut-allemand Wesera, Wisara, Wisura et aussi (avec le suffixe -aha) Wiseraha. Ce n'est qu’avec le haut-allemand que la distinction est vraiment faite entre Werra et Weser, la haute vallée et le cours inférieur.
La forme latinisée Visurgis que l'on relève chez Tacite renvoie au germanique *Visuri avec comme génitif *Visurjos. Ce nom, apparenté aux hydronymes français Vézère et Vesdre (affluent de l'Ourthe en Belgique, pour lequel on trouve en 915 la désignation Wesere et actuellement Weser en allemand), remonterait à une racine indo-européenne *ueis- (« couler, s'écouler »), que l'on retrouve à travers tout le domaine linguistique européen (notamment celtique, germanique, roman et balte). Ainsi on trouve en France la Vis, la Vezouze (affluent de la Meurthe), la Visance (Orne) et Besançon, dans le nord de l'Angleterre Wear (<*Visuria), dans le Wurtemberg Wiesaz, en Valais :  Vesonze, en Étrurie le Bisenzio, en Lituanie la Viešintà, en Norvège la Vismund et en Pologne la Vistule.

## Hydrographie
Le Bassin hydrographique de la Werra présente une superficie de 5 496 km2.

### Les deux sources de la Werra

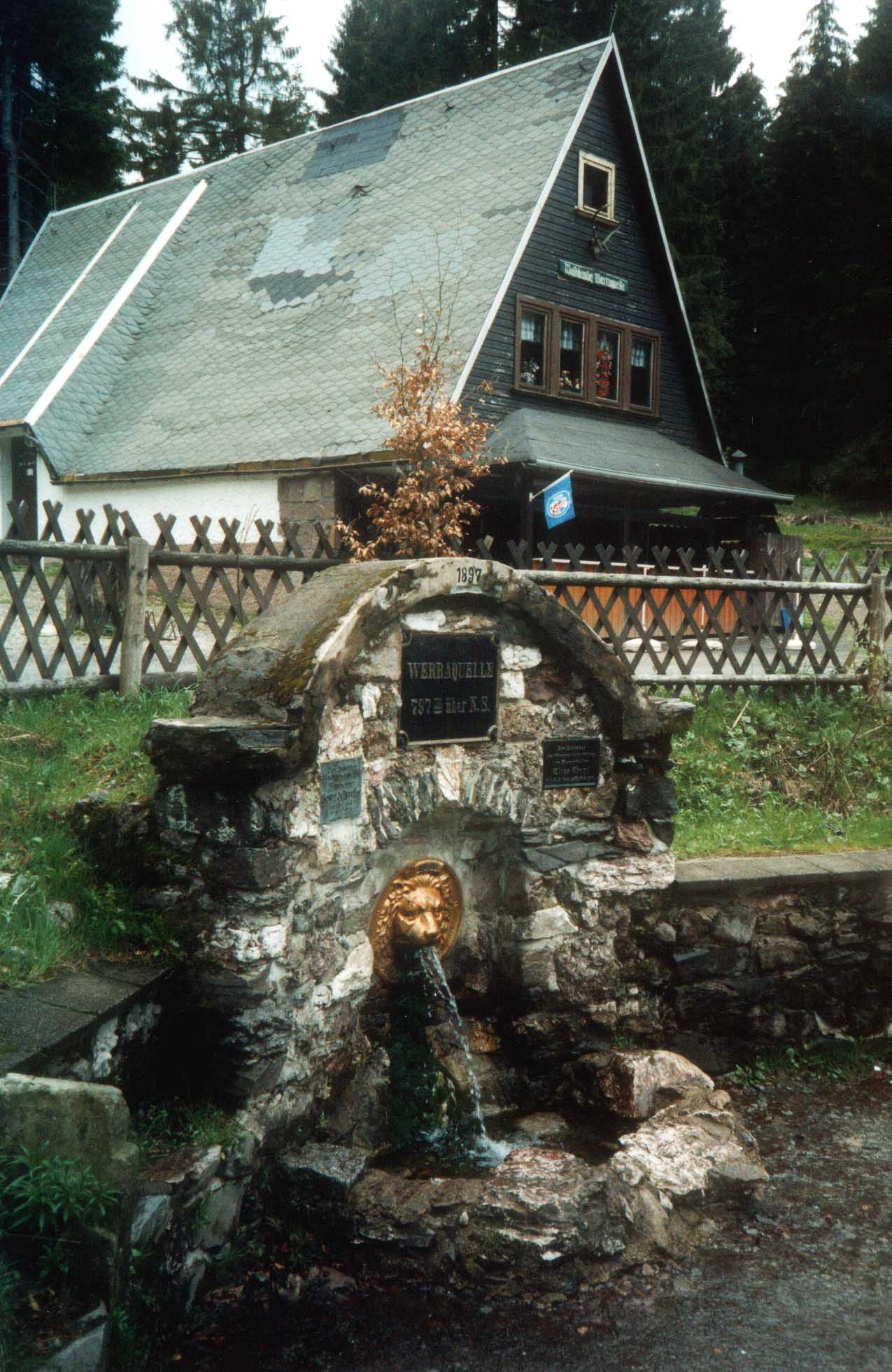
La fontaine construite en 1897 sur la première source.

Outre les ruisseaux mentionnés sur les cartes et les stations hydrologiques comme les résurgences de la Werra, il y a au sud-est un ruisseau tout aussi important, la Saar, dont les deux sources, qui se trouvent dans les monts de Thuringe, sont aussi rattachées à la Werra :
- la première source officiellement déclarée en 1897 se trouve à la pointe sud de l'Eselsberg près de Fehrenbach à 797 m (par rapport au NN). Cette source, également dénommée « source Schröder » (Schrödersche Quellfassung) fit l'objet d'une inauguration le 14 août 1898. Elle porte le nom du conservateur des Eaux et Forêts Georg Schröder de Heubach. C'est un maître-maçon de Fehrenbach, Elias Traut, qui a aménagé la source en fontaine avec des pierres de l'endroit, l'eau s'écoulant par l'effigie d'une tête de lion. Deux plaques commémoratives rappellent l'action de Schröder et de Traut. C'est de cette fontaine qu'on a puisé l'eau pour le baptême du Lufthansa-CRJ 700 Eschwege. En 2006, une vaste opération de dépollution de la source et des terrains environnants a été entreprise ;
- la deuxième source, identifiée en 1910, se trouve exactement à 7 km au sud-est de la première, dans les environs de Siegmundsburg à 800 m d’altitude, à l'extrémité nord-ouest de la Dürre Fichte, un des principaux sommets du massif du Bleszberg. La Saar possède même un bassin collecteur un peu plus important que les « vraies » résurgences de la Werra et c'est de surcroît le plus long affluent de la Werra, puisqu'il se trouve tout à la fois sur la ligne de partage des eaux Rhin-Weser et sur la ligne de partage des eaux Elbe-Weser.

### Cours supérieur
Depuis la confluence au pied des monts de Thuringe, le fleuve s'éloigne d'abord des montagnes et s'écoule vers le sud-ouest. Au bout de quelques kilomètres, il traverse Eisfeld où l'autoroute A 73 l'enjambe. Puis il bifurque en direction du nord-ouest : juste en sortie de l'agglomération, il longe par le nord les Lange Berge et à 6 km de là les Gleichberge au sud-ouest ; la Werra arrose ici la ville de Hildburghausen.
À Kloster Veßra, la Werra reçoit en rive droite les eaux de la Schleuse, qui draine en partie les monts de  Thuringe, et surtout la forêt de Thuringe. À cette confluence, la Schleuse accroît de 150 % le débit de la Werra, de sorte que le qualificatif d'« affluent » n'est pas vraiment adapté à la Schleuse.
Non loin de Themar, le débit de la Werra est contrôlé par le barrage de Grimmelshausen. En aval, immédiatement après le pont de l'autoroute A 71, la Werra reçoit les eaux de son deuxième grand affluent venant de la forêt de Thuringe, la Hasel.

### Cours moyen
Puis la Werra dépasse bientôt Meiningen, contourne la Rhön par l'est puis le nord-est, laissant à l'ouest la Forêt de Thuringe à 20 km de là. Entre ces deux massifs, le cratère du Dolmar se dresse à seulement 6 km du lit mineur de la Werra.
C'est à Bad Salzungen que le cours de la Werra bifurque nettement, quittant la direction nord pour s'incliner décidément vers l'ouest. Dans cette nouvelle section, la Werra est tributaire (en rive droite) des deux plus grandes rivières de la Rhön : la Felda (dans les environs de Dorndorf) et l’Ulster (dans les environs de Philippsthal, juste en contrebas de la ville de Vacha). À hauteur de Philippsthal, la Werra pénètre en  Hesse orientale.

### Cours inférieur
À l'aval du débouché de l'Ulster, la Werra bifurque vers le nord et repasse à nouveau la frontière de la Thuringe à hauteur de Heringen-Widdershausen ; elle double par l'est la forêt de Seulingswald. Puis après Gerstungen, elle s'écoule toujours vers le nord parallèlement à la frontière des deux Länder, à l'est du mont de Richelsdorf, avant de repasser en Hesse au niveau de Herleshausen-Wommen. Là, parallèlement à l'autoroute A 4, son lit dessine sur quelques kilomètres la frontière des deux états. Finalement elle repasse en Thuringe, tangente l'arrondissement d’Eisenach et après le pont autoroutier de Hörschel et la traversée de  Creuzburg, vient irriguer le parc National de Hainich, qu'elle quitte par l'ouest pour bifurquer à Mihla au nord-ouest. Elle prend ainsi la direction de Treffurt et atteint le nord-est de la Hesse à Wanfried-Heldra, en contrebas des falaises de Heldrastein.
La Werra poursuit vers l'ouest en direction de Wanfried puis vers le nord en longeant le mont de Schlierbachswald par l'importante dépression d’Eschwege. Puis elle tourne vers le sud et la gravière du val de la Werra, double la Tour Bismarck d'Eschwege et arrose Bad Sooden-Allendorf au pied du Grand Meiszner (au sud-ouest). Ensuite, contournant le Höheberg jusqu'à l'aval du village de Lindewerra, le lit de la rivière coïncide une dernière fois avec la frontière entre Hesse et Thuringe ; de part et d'autre de la vallée, le paysage est dominé côté Thuringe par l'impressionnant château d'Hanstein perché sur le Höhenzug, et côté Hesse par le château de Ludwigstein. Puis, traversant le nord-est de la Hesse au nord de la forêt de Kaufung, la Werra traverse le centre-ville de Witzenhausen, pour finalement dessiner sur quelques kilomètres, entre Gertenbach et Hedemünden, la frontière entre Hesse et Basse-Saxe.
Après avoir franchi une dernière fois la frontière, la Werra est franchie dans la section Cassel–Göttingen par les ponts de l'A 7 et de la ligne à grande vitesse Hanovre-Wurtzbourg exploitée par l'ICE. Elle irrigue le parc naturel de Münden (de) et rejoint finalement Hann. Münden. La cote de la Werra est de 116,5 m au-dessus du niveau de la mer (ce qui représente une dénivelée de 683,50 m) lorsqu'elle atteint la confluence de la Fulda venant du sud-ouest. La confluence est surplombée par la crête de la Forêt de Reinhard à seulement quelques centaines de mètres de la frontière avec la Hesse. Une pierre portant une inscription commémorative, le Weserstein, célèbre l’« union » des deux fleuves, qui donnent ici naissance à la Weser. Celle-ci poursuit vers Bremerhaven où elle se déverse dans la mer du Nord.

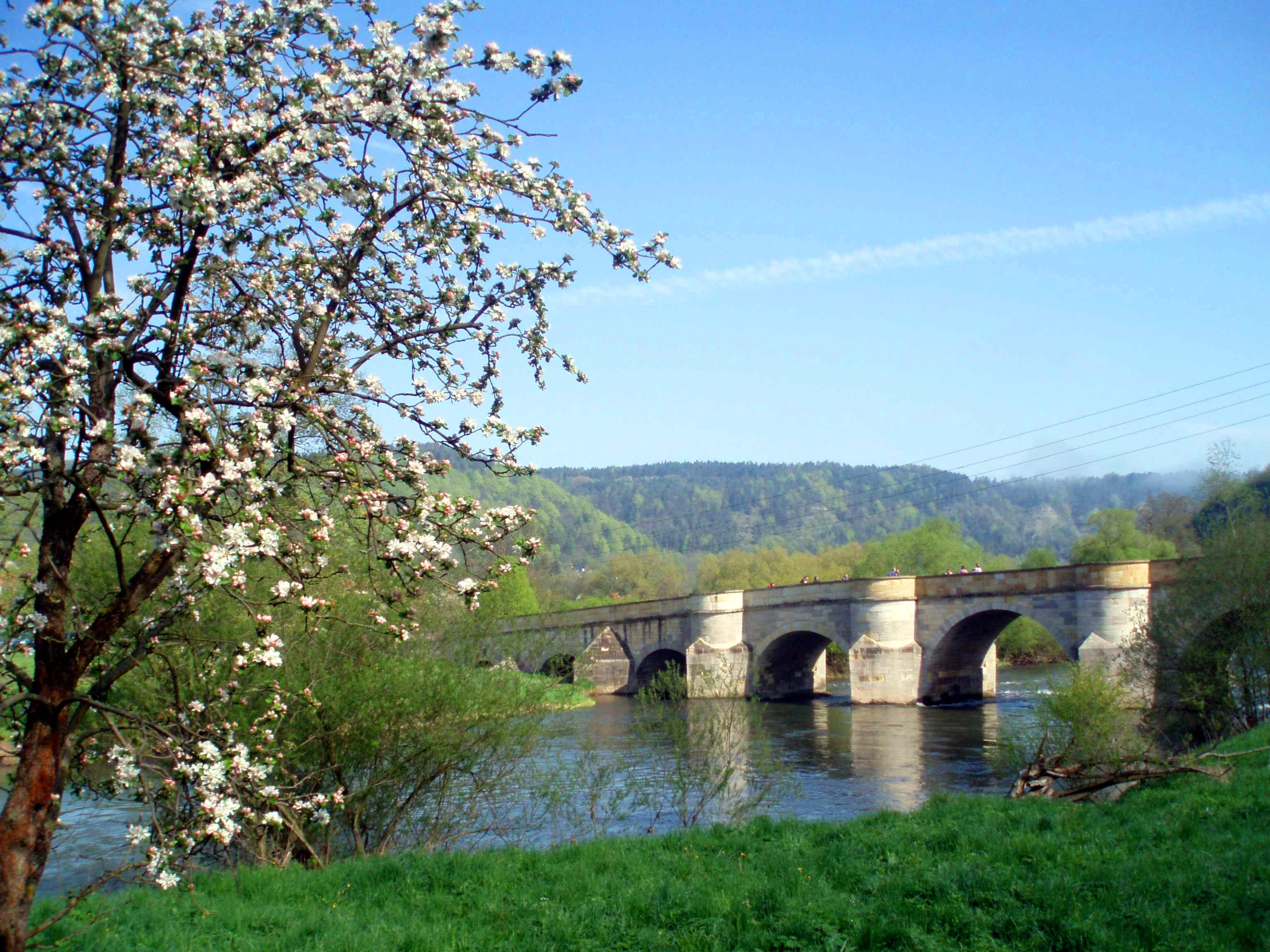
Le pont sur la Werra à Creuzburg.
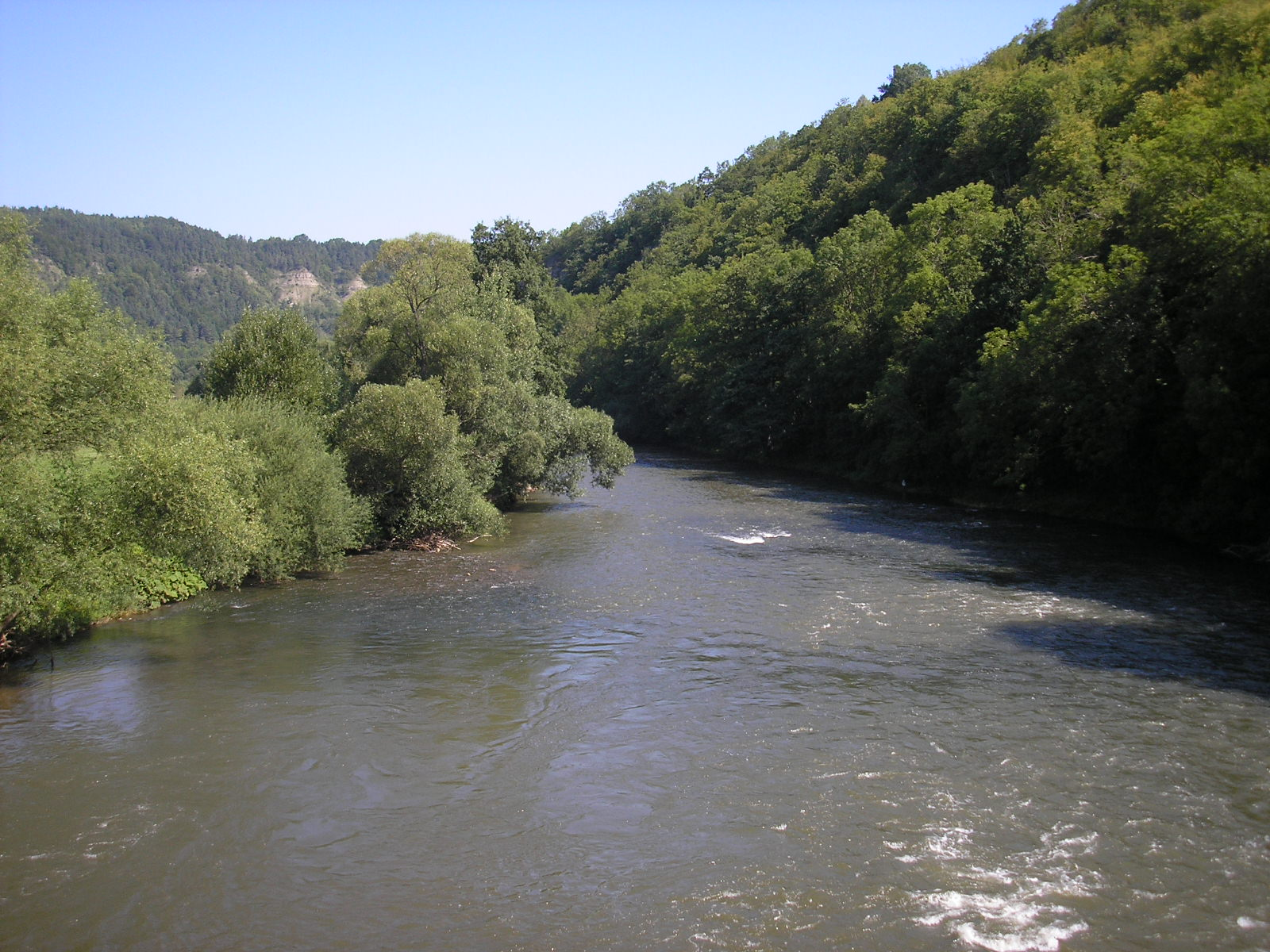
Dans les environs de Creuzburg.
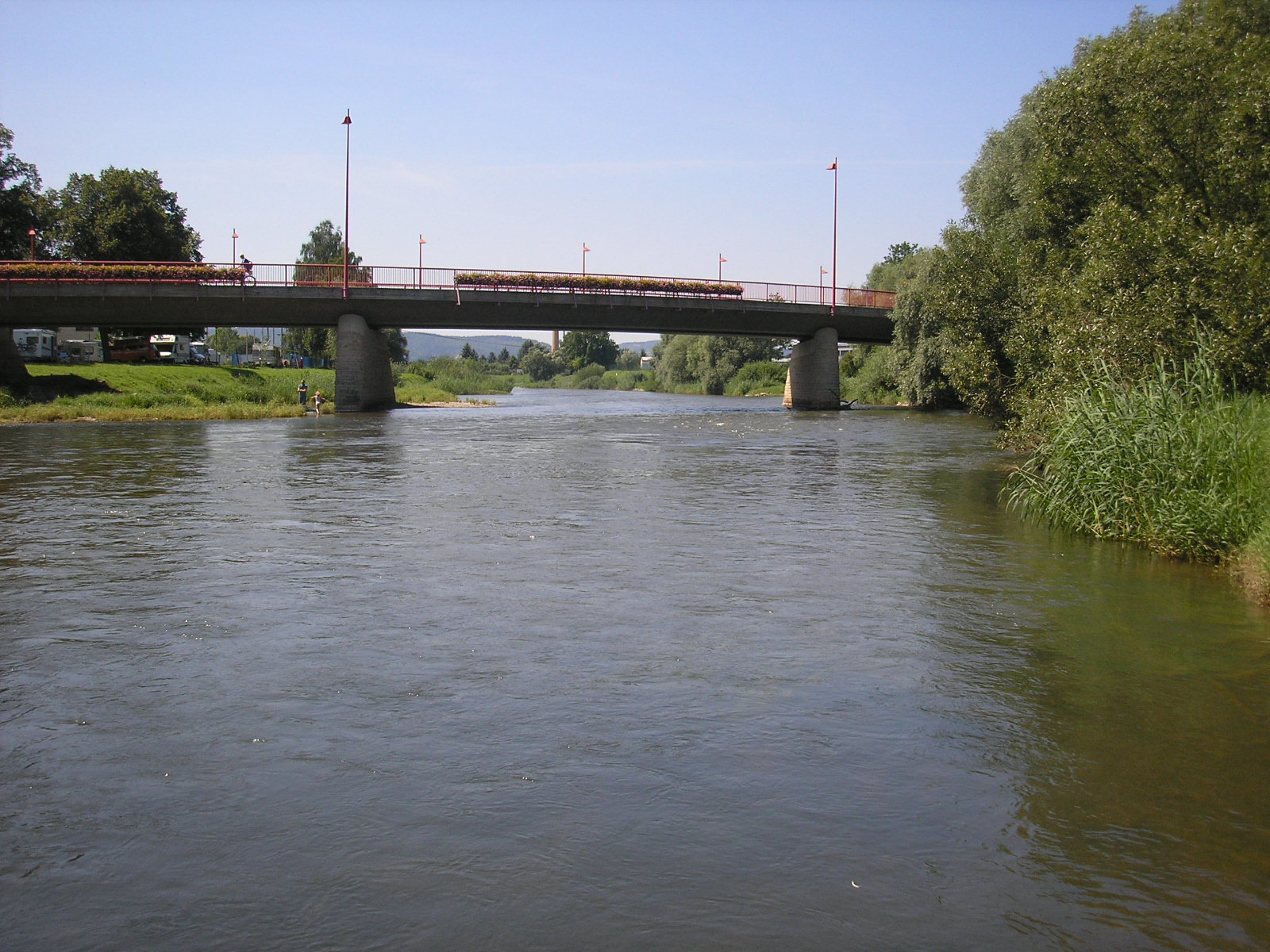
Dans les environs de Treffurt.
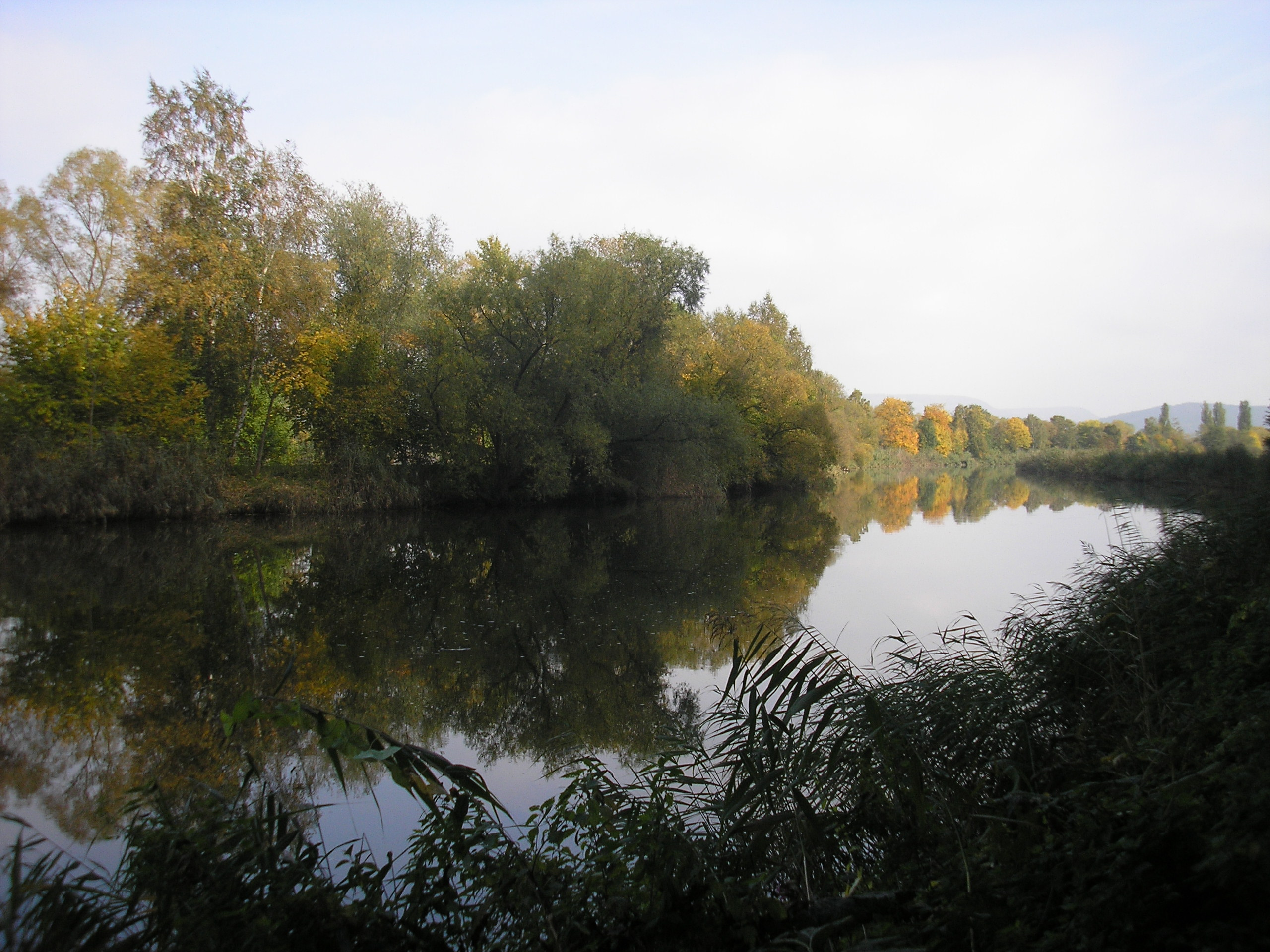
Dans les environs de Eschwege à l'automne.
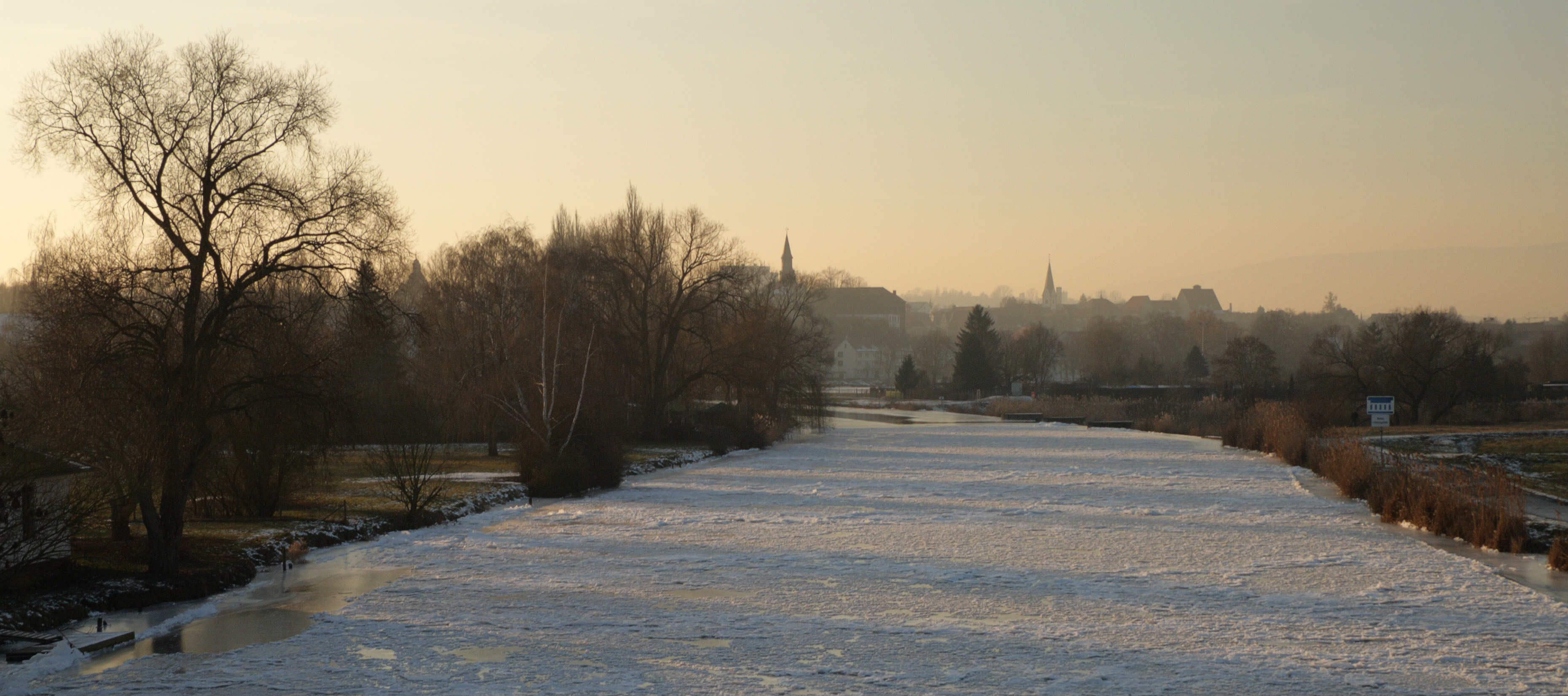
La Werra prise par les glaces dans les environs d'Eschwege.